# Het hoofd en de hand
Het hoofd en de hand is een horrorverhaal geschreven door de Brit Christopher Priest in 1972. Het werd origineel onder de titel The head and the Hand uitgegeven in 1974 in de verzamelbundel The Real-Time World. In het Nederlandse taalgebied verscheen het in de bundel Vuurstorm bij Born NV Uitgeversmaatschappij in de serie Born SF (1978).  

## Het verhaal
Todd Alborne woont met zijn vriendin Elisabeth en vriend/verzorger Lasken in het landhuis Racine. Alborne is een “lichaamskunstenaar”. Hij heeft in het verleden ontdekt dat er veel geld valt te verdienen met zelfverminking. In de theaters heeft hij al een aantal onderdelen van zijn lichaam later amputeren. Hij heeft inmiddels overal protheses voor en moet verzorgd worden door Elisabeth en Lasken, die samen een verhouding hebben. Het Thêatre Alhambra doet Alborne een aanbod om de ultieme amputatie te doen voor een bedrag van 8.000.000 Franse franks. Elisabeth en Lasken willen eigenlijk niet, maar Alborne stemt toch toe. Na enige voorbereiding wordt Alborne geplaatst op het podium van genoemd theater, het lichaam wordt ontdaan van protheses. Uiteindelijk valt de guillotine, de laatste amputatie vindt plaats.